# 黑帶虎鮋
黑帶虎鮋（学名：Minous versicolor）為輻鰭魚綱鮋形目鮋亞目毒鮋科的其中一種，為熱帶海水魚，分布於印度西太平洋區澳洲及巴布亞紐幾內亞海域，棲息深度12-64公尺，體長可達11公分，棲息在底層水域，生活習性不明，具有毒性。
其种加词“versicolor”意为“变色的”、“颜色多样的”。